# Münchens universitet

Münchens Ludwig-Maximilian-universitets sigill.

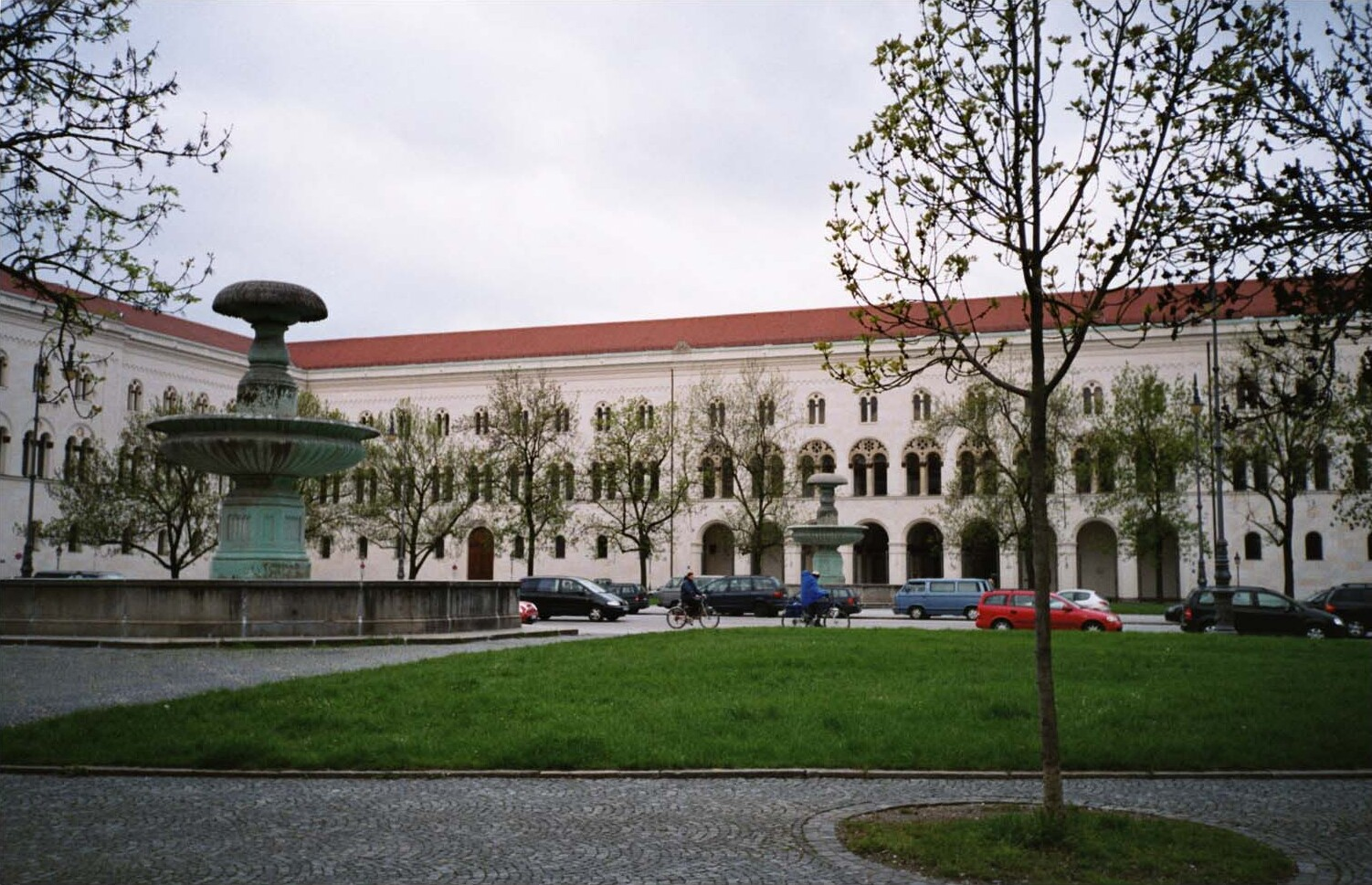
Ludwig-Maximilians-Universität, München

Münchens Ludwig-Maximilian-universitet (tyska Ludwig-Maximilians-Universität München ), förkortat LMU är med drygt 44 000 studenter sommarterminen 2005 Tysklands största universitet.
Universitetet har 12 000 anställda, varav ungefär 810 professorer, och består av 18 fakulteter. Det grundades 1472 i Ingolstadt, flyttades 1802 till Landshut och är sedan 1826 förlagt till München.
Under andra världskriget uppstod motståndsgruppen Vita rosen vid universitet. Sedan 1997 finns ett minnesmärke över den mellan ljusgården och Auditorium maximum.

## Kända personer som studerat eller arbetat vid universitetet
- Valdas Adamkus, president i Litauen 1998-2003 och 2004-2009
- Konrad Adenauer, förbundskansler för Västtyskland 1949-1963
- Ulrich Beck, tysk sociolog
- Hans Bethe, nobelpristagare i fysik 1967
- Gerd Binnig, nobelpristagare i fysik 1986
- Günter Blobel, nobelpristagare i medicin 1999
- Konrad Bloch, nobelpristagare i medicin 1964
- Bertolt Brecht, författare
- Dragutin Gorjanović-Kramberger, paleontolog som upptäckte Krapinamänniskan 1899
- Eduard Buchner, nobelpristagare i kemi 1907
- Karl Carstens, president i Västtyskland 1979-1984
- Peter Debye, nobelpristagare i kemi 1936
- Ernst Otto Fischer, nobelpristagare i kemi 1973
- Hans Fischer, nobelpristagare i kemi 1930
- Ian Fleming, författare av böckerna om James Bond
- Karl von Frisch, nobelpristagare i kemi 1973
- Theodor W. Hänsch, nobelpristagare i fysik 2005
- Werner Heisenberg, nobelpristagare i fysik 1932
- Gustav Hertz, nobelpristagare i fysik 1926
- Roman Herzog, president i Tyskland 1994-1999
- Theodor Heuss, president i Västtyskland 1949-1959
- Wolfgang Ketterle, nobelpristagare i fysik 2001
- Hans Adolf Krebs, nobelpristagare i medicin 1953
- Richard Kuhn, nobelpristagare i medicin 1938
- Max von Laue, nobelpristagare i fysik 1914
- Justus von Liebig, tysk kemist
- Otto Loewi, nobelpristagare i medicin 1936
- Feodor Lynen, nobelpristagare i medicin 1964
- Wolfgang Paul, nobelpristagare i fysik 1945
- Max Planck, nobelpristagare i fysik 1918
- Joseph Ratzinger, påve som Benedikt XVI 2005-
- Wilhelm Conrad Röntgen, nobelpristagare i fysik 1901
- Bert Sakmann, nobelpristagare i medicin 1991
- Maximilian Schell, skådespelare, vann en Oscar 1961
- Johannes Stark, nobelpristagare i fysik 1919
- Edmund Stoiber, tysk politiker (kristdemokrat)
- Marie Stopes, skotsk botaniker och förkämpe för födelsekontroll
- Heinrich Wieland, nobelpristagare i kemi, 1927
- Wilhelm Wien, nobelpristagare i fysik 1911
- Richard Willstätter, nobelpristagare i kemi 1915
- Manfred Wörner, generalsekreterare för Nato 1988-1994